# Microregione di Litoral Nordeste
Litoral Nordeste è una microregione dello Stato del Rio Grande do Norte in Brasile, appartenente alla mesoregione di Leste Potiguar.

## Comuni
Comprende 7 comuni:
- Maxaranguape
- Pedra Grande
- Pureza
- Rio do Fogo
- São Miguel do Gostoso
- Taipu
- Touros